# Genís de la Jara
Genís de la Jara (Ginés de La Jara en castellà, o Ginés de La Xara), també anomenat Genís el Franc o Genesius Sciarensis, és una figura llegendària, venerada com a sant al camp de Cartagena, però probablement inexistent i creat a partir de la història de sant Genís d'Arle barrejada amb altres elements d'històries locals.
El seu culte se centra a El Beal, municipi de Cartagena, ciutat d'on és copatró. Hi hagué (se'n conserven ruïnes) una ermita i un monestir dedicats al sant; l'ermita va ser fundada en època visigòtica, abans de la conquesta musulmana del segle viii, i el monestir al segle xiii.

## Historicitat

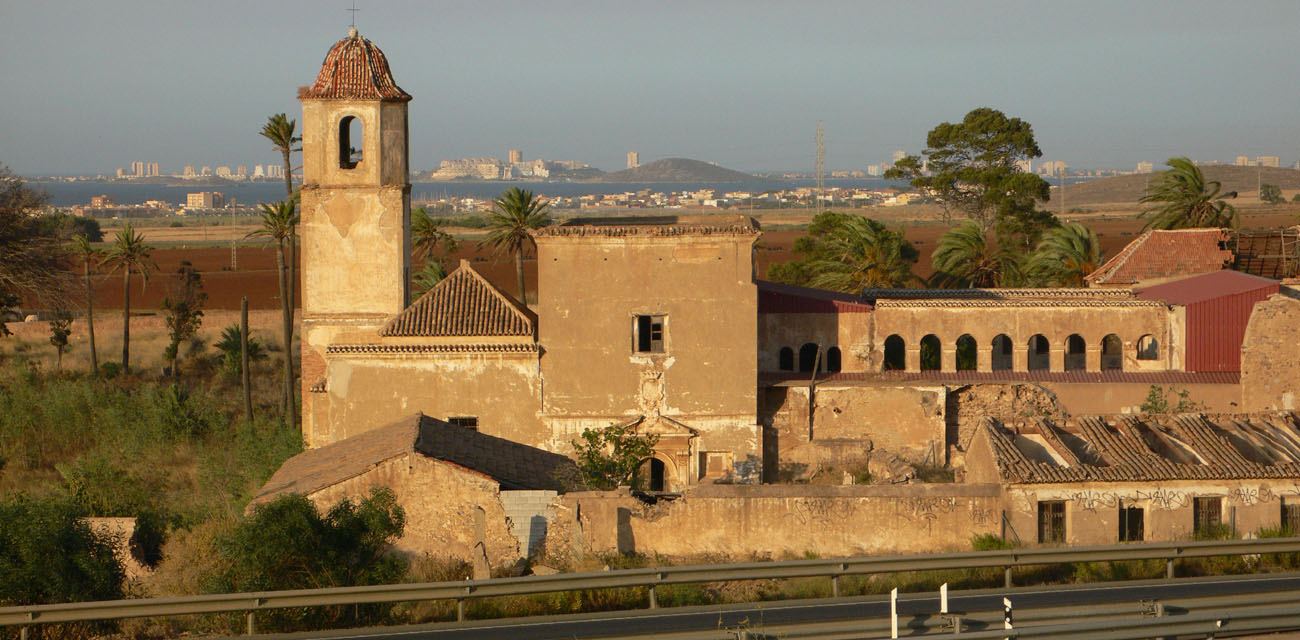
Monestir de San Ginés de la Jara, en ruïnes, a Cartagena

Se n'ha suggerit l'origen en un culte precristià o musulmà—s'ha identificat el sant amb un genius loci romà o un geni (jinn) islàmic—o, fins i tot, amb una divinitat púnica associada a un santuari de Baal. El culte immemorial s'associaria després a un culte cristià, que hauria propiciat la presència al lloc d'anacoretes. Cal remarcar que no hi ha hagut mai cap tomba o sepulcre del presumpte sant: les relíquies de les que se'n parla són fruit de la llegenda posterior.
Els estudiosos consideren que la base de la llegenda deriva de la de Sant Genís d'Arle, màrtir gal del segle iv: el seu culte va tenir una gran difusió ja al mateix segle iv. De fet, la festivitat de Sant Genís de la Jara és el mateix dia que la del Genis d'Arle, el 25 d'agost, que, sense ser concloent, és una prova a favor de la identificació entre totes dues figures. La difusió del culte a Sant Genís, segons Serafino Prete, va ser molt ràpida i va afavorir l'aparició d'altres figures similars, creades a imatge del sant original com les de Genís d'Alvèrnia, de Besiers, Genís de Roma, de Còrdova, etc. Genís de la Jara no seria més que una de les diferents advocacions originades pel culte al sant d'Arle.

## Llegendes
Una llegenda tardana, al Liber Sancti Iacobi (1243), connecta els dos sants: quan sant Genís d'Arle va ser decapitat, va ser enterrat a Arle, però el seu cap va ser miraculosament transportat "per mà d'àngels" fins a Cartagena. En el fons, es tractaria d'una justificació del culte a unes relíquies que es deia que eren d'un sant que era venerat en un altre lloc. Una altra llegenda diu que el sant, en ésser decapitat, va aixecar-se, va prendre el seu cap i el va llençar a les aigües del Roine: els corrents el van portar fins a les costes de Múrcia, on va ser recollit i venerat.
Un cop establert el culte, es van crear una sèrie de llegendes per a explicar la figura "històrica". Així, es deia que era originari de França (d'aquí que fos anomenat el Franc) i que, cap al 800, la seva embarcació havia naufragat a la costa de Múrcia. Hi va viure com a anacoreta i va fundar un monestir. Altres tradicions el fan parent de Rotllan. Genís havia refusat qualsevol aspiració a la vida cortesana o a l'herència del noble. Quan Genís va morir, el seu taüt va ser portat a França, però va arribar-hi miraculosament buit: les relíquies havien "tornat" al monestir on havia viscut, al turó del Cabezo del Miral, vora el Mar Menor. El sepulcre va esdevenir lloc de pelegrinatge i s'hi testimonien nombrosos miracles.
Va ser pelegrí a Sant Jaume de Compostel·la.

## Veneració
El suposat lloc de l'ermita on havia viscut va continuar essent un lloc sant durant l'època musulmana. Quan Alfons X de Castella va restaurar el bisbat, va fundar-hi el monestir de San Ginés de la Jara (1250) i el mateix rei hi va fer un pelegrinatge. Se'n feren càrrec els dominics i passà després als franciscans.
Refundat en 1491, el 1493 el papa l'atorgà a la congregació franciscana dels amadeïtes. Reedificat al segle xvi, el monestir va ser el centre del culte al sant, on se'n veneraven les relíquies. El culte, no obstant això, és local, estenent-se a la rodalia del lloc: Llorca, Múrcia, Oriola i, fins i tot, el nord d'Àfrica.
Es va considerar el patró local dels vinaters i protector dels pagesos. Els mariners també l'invocaven perquè els protegís de les tempestes.
En 1541, Pau III el va canonitzar oficialment. La seva festivitat és el 25 d'agost.